# 2,6-Diklorbensamid
2,6-Diklorbensamid, förkortat BAM, är en nedbrytningsprodukt av det numera förbjudna växtskyddsmedlet 2,6-diklorbensonitril.

## Källa
- ”Kortfattat om BAM” (PDF). UMEVA. http://www.umeva.se/download/18.d1c31df1327231439e8000203/1361888911648/Sammanfattning+BAM.pdf. Läst 10 november 2015.